# Иванников, Сергей Михайлович
Серге́й Миха́йлович Ива́нников (12 марта 1954 — 5 декабря 1993, Москва, Россия) — российский криминальный авторитет, создатель и лидер «Уралмашевской ОПГ» — одной из самых влиятельных организованных преступных группировок в городе Свердловск (ныне — Екатеринбург).

## Биография
Родился 12 марта 1954 года.
За свою недолгую жизнь прошёл преступный путь до криминального авторитета.
Был убит утром 5 декабря 1993 года в Москве вместе с коллегой Алексеем Михайличенко. Двое киллеров расстреляли их из автомата Калашникова и пистолета Макарова, когда те садились в автомобиль, вокруг было найдено более 25 гильз калибра 5,45 и 9 мм. Дело осталось нераскрытым.
Похоронен рядом со своим соратником (убитым за 2 года до этого неизвестными) Григорием Цыгановым.